# (36756) 2000 RG71
2000 RG71 (asteroide 36756) é um asteroide da cintura principal. Possui uma excentricidade de 0.16566860 e uma inclinação de 6.68332º.
Este asteroide foi descoberto no dia 2 de setembro de 2000 por LINEAR em Socorro.